# Kobilja (rijeka)
Kobilja (ili Kobiljska rijeka) lijeva je pritoka Ugra, u središnjoj Bosni. Duga je oko pet kilometara, a nastaje iz nekoliko izvora, od kojih je najpoznatiji Srebrenik (1.010 m), koji izvire na jugoistočnim padinama istoimenog uzvišenja. Područje oko ovog vrha je izuzetno bogato snažnim izvorima pitke vode, od kojih počinju potočići porječja Ugra i Vrbanje. Od Djevojačke ravni do Vakufskih njiva ima ih preko 50. Srebrenik je poznato lokalno i tranzitno odmorište.
Od mnogobrojnih manjih pritoka, najznačajnija desni potok je Vukovica, a lijevi su: Strašivi i Zlovarski potok. Svi ugarski potoci se ulijevaju u Kobilju. Kod sela Gornji Ćoralići, Kobilja ulazi u dubok (do 300 m), ali kratak kanjon, a nakon toga teče dolinom između padina na kojima se nalazi niz zaselaka (pod zajedničkim nazivom Kobilja) i Imljanskog osoja. Cijelim tijekom je u općini Skender Vakuf, a tijekom 1960-ih, na Kobilji i njenim pritocima, bilo je 20-ak vodenica.